# San Esteban de Zapardiel
San Esteban de Zapardiel es un municipio y localidad española al norte de la provincia de Ávila, en la comunidad autónoma de Castilla y León. Ubicado en la comarca de La Moraña, el término municipal tiene una población de 40 habitantes (INE 2024).

## Geografía

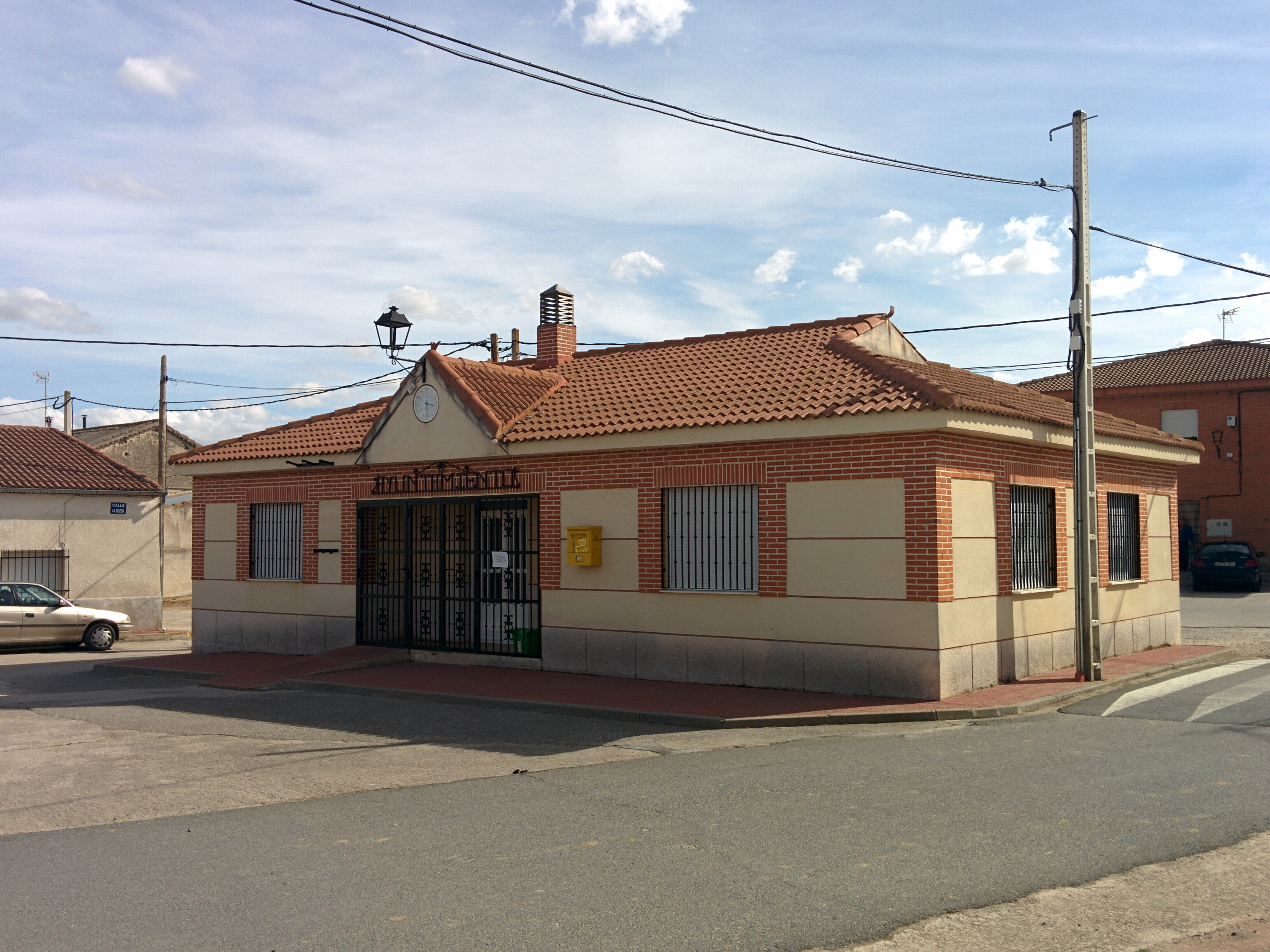
Casa consistorial

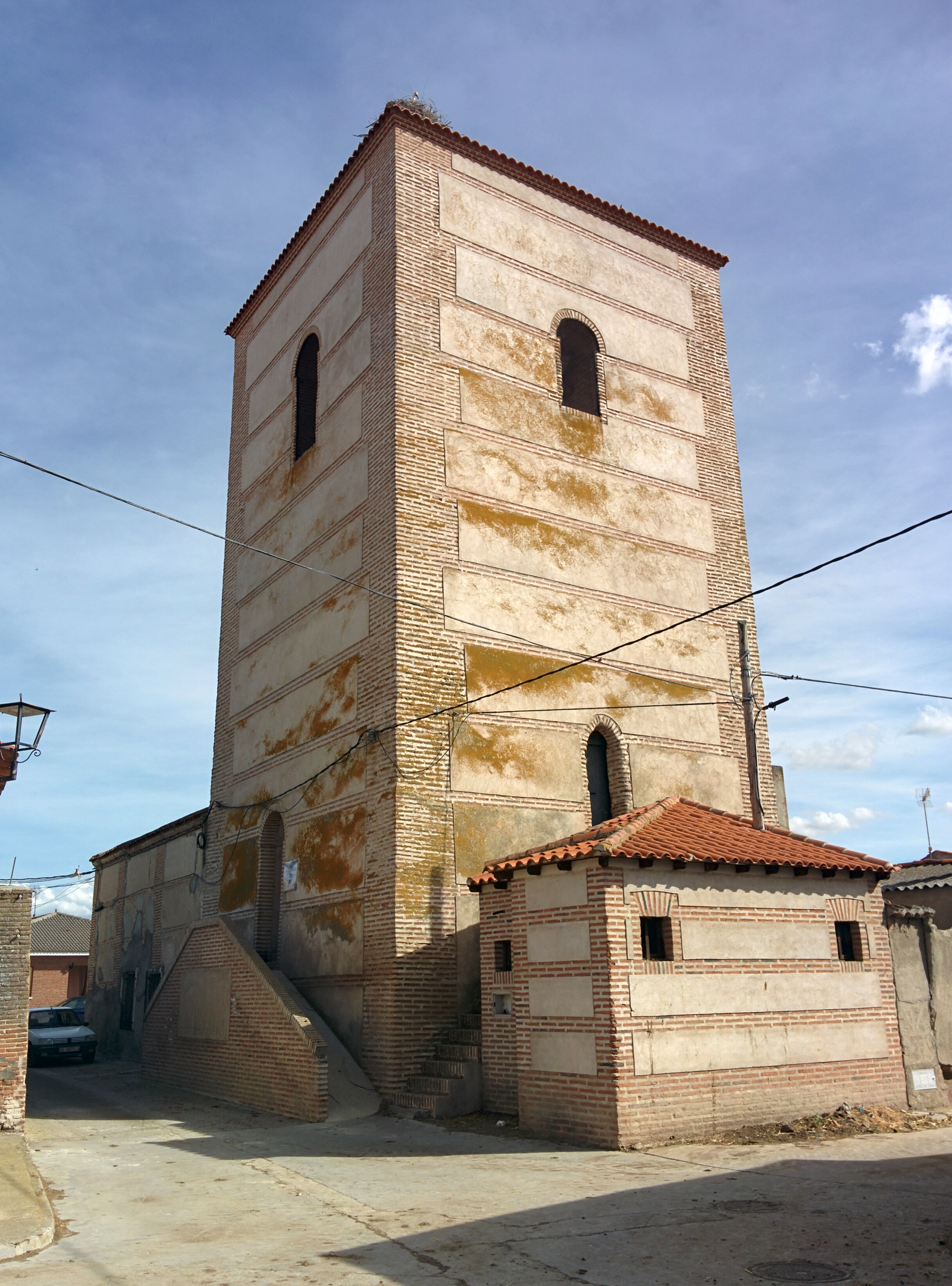
Torre de vigilancia, aneja a la iglesia.

Tiene una superficie de 12,99 km².

## Historia
En el siglo XVIII, en el Catastro del Marqués de la Ensenada se menciona como esta población pertenece a la Villa de Madrigal.
Hacia mediados del siglo XIX, el lugar tenía contabilizada una población de 68 habitantes. Aparece descrito en el decimosexto volumen del Diccionario geográfico-estadístico-histórico de España y sus posesiones de Ultramar de Pascual Madoz de la siguiente manera:

ZAPARDIEL (San Esteban de): l. con ayunt. en la prov. y dióc. de Avila (9 leg.), part. jud. de Arévalo (3), aud terr. de Madrid (22), c. g. de Castilla la Vieja (Valladolid 12): sit. en terreno llano, le combaten todos los vientos, y su clima es propenso por lo comun á fiebres intermitentes: tiene 30 casas de inferior construccion; una plaza sin soportales, escuela de primeras letras comun á ambos sexos, y una igl. parr. (La Invencion de la Sta. Cruz) con curato de entrada y de provision ordinaria; hay cementerio capaz ven parage que no ofende la salud pública, y una laguna en los afueras, cuyas aguas utilizan los vec. para el uso de los ganados. Confina el térm. con los de Sinlabajos y Castellanos de Zapardiel; y comprende 1,220 fan. de tierra cultivada y 20 incultas, algun viñedo y muchos prados naturales con buenos y abundantes pastos: le cruzan el r. Zapardiel y un arroyo titulado Morteros, cuyas aguas utilizan los vec. para sus usos. El terreno es pantanoso en lo general, de miga y árido. caminos: de herradura, que dirigen á los pueblos limítrofes. prod.: trigo, cebada, centeno, algo de vino, algarrobas, garbanzos y otras legumbres; mantiene ganado lanar y vacuno, y cria caza de liebres, perdices y algun lobo. pobl.: 28 vec., 68 alm. cap. prod.: 567,775 rs. imp.: 22,711. ind.: 500. contr.: 5,225 rs. 27 mrs.
(Madoz, 1850, p. 504)

## Demografía
San Esteban de Zapardiel cuenta con una población de 40 habitantes (INE 2024).
| Gráfica de evolución demográfica de San Esteban de Zapardiel entre 1842 y 2021                                        |
| |
| Población de derecho según los censos de población del INE. Población de hecho según los censos de población del INE. |